# Streblotrypella eifelensis
Streblotrypella eifelensis is een mosdiertjessoort uit de familie van de Nikiforovellidae. De wetenschappelijke naam van de soort is voor het eerst geldig gepubliceerd in 2008 door Ernst.